# Сверадув-Здруй
Свера́дув-Здруй (пол. Świeradów-Zdrój, нім. Bad Flinsberg) — курортне місто в південно-західній Польщі, в долині річки Квіса в Судетах.
Належить до Любанського повіту Нижньосілезького воєводства.

## Зовнішні посилання
- www.swieradow-zdroj.com [Архівовано 11 січня 2022 у Wayback Machine.]

## Демографія
Демографічна структура станом на 31 березня 2011 року:
|          | Загалом | Допрацездатний вік | Працездатний вік | Постпрацездатний вік |
| -------- | ------- | ------------------ | ---------------- | -------------------- |
| Чоловіки | 2100    | 387                | 1528             | 185                  |
| Жінки    | 2398    | 390                | 1406             | 602                  |
| Разом    | 4498    | 777                | 2934             | 787                  |